# ورزشگاه الیس پارک
ورزشگاه الیس پارک (به انگلیسی: Ellis Park Stadium) یک ورزشگاه چند منظوره در آفریقای جنوبی است.
این استادیوم یکی از مراکز برگزاری بازیهای جام جهانی فوتبال ۲۰۱۰ است.